# Sung Yu-chi
Sung Yu-chi (宋玉麒S, Sòng YùqíP; 16 gennaio 1982) è un taekwondoka taiwanese.

## Palmarès

### Olimpiadi
- 1 medaglia:
  - 1 bronzo (Pechino 2008 nei 68 kg)

### Mondiali
- 1 medaglia:
  - 1 oro (Pechino 2007 nei pesi leggeri)